# Милански едикт
Милански едикт је законски акт који су донели цареви Константин Велики и Лициније, а којим је проглашена верска равноправност и престанак прогона хришћана које је трајало три стотине година. Проглашен је у Медиолану (данашњи Милано) 313. године. Њиме хришћанство није постало државна религија, нити је било привилеговано, али им је дозвољено да могу јавно да исповедају своју веру а да за то не сносе никакве последице.
Закон није само забранио прогоне хришћана, већ наређује да се онима којима је имовина по том основу била конфискована – врати, што укључује и имовину која је припадала Цркви. У њему се, између осталог, каже: 
Пошто смо се нас двојица, ја Константин Август и ја, Лициније Август, срећно састали у Милану и пошто смо размотрили све што се односило на јавно добро, међу свим стварима које су нам се чиниле корисне у много чему за све, одлучили смо да дамо предност и ставимо на прво место оно што се тицало поштовања богова и побожности и да дозволимо у исто време и хришћанима и свим другима слободу да у побожности следе религију коју желе, тако да све оно што на небу постоји буде благонаклоно према нама и свима онима који су под нашом влашћу. Данас смо, дакле донели спасоносну и правичну одлуку да апсолутно никоме не буде ускраћено право да изабере и следи божју службу хришћанске религије и да свакоме буде слободно да ум свој окрене оној религији за коју сматра да је у складу са његовим ставом, тако да то божанство нама буде благонаклоно, брине о нама и пружи нам своју бригу и заштиту. Следећи тај принцип, сложили смо се да донесемо овај рескрипт да би оно што  се налази у нашим претходним одлукама које се тичу хришћана и које су упућене твојој побожности, а чини се потпуно супротно и страно нашој благости, буде укинуто и да се у исто време свако од оних ко има споменуто опредељење да чува хришћанску религију, може слободно и просто да га задржи без тешкоћа.
Миланским едиктом из 313. године, Константин је зауставио прогоне хришћана и са отвореним симпатијама фаворизовао хришћанство, и њену Цркву као доминантнију верску силу, у оквиру Римског царства, осмислио је и повезао са Империјом. „Наравно, требало је да прође неколико деценија и тек око 380. године, под царем Теодосијем Великим, хришћанство је постало и државна религија Римског царства.“ Тиме се политичка и друштвена позиција Цркве с краја 4. века радикално променила. Црква је постала службени орган Империје уско повезан са царском администрацијом и политичком влашћу.
| „ | Константин је заслужан и што је хришћанство установио, не као свеукупно победничку силу, већ као једну, мада значајну, међу многим другим опцијама. Ово прилагођавање био је оштроуман чин, јер су њиме не само признате неизбежне и у основи непомирљиве разлике између кључних чланова популације у Царству, већ су и предузети први кораци да се оне измешају кроз стварање услова за мирољубиву коегзистенцију. | ” |

Две године пре Миланског едикта у тадашњој Сердици цар Галерије је издао Едикт о толеранцији према хришћанима и хришћанству кад је званично и престао прогон хришћана. 325. године, 12 година после Миланског едикта договорена су правила и усклађене норме на којима и данас почивају хришћанска вера и хришћанске цркве. Тада је одржан и Први васељенски сабор којем је председавао цар Константин.
Римљани су себе сматрали високо религиозним, а свој успех као светске силе приписивали су њиховој колективној побожности и одржавању добрих односа са боговима. Били су познати по великом броју божанстава која су поштовали. Присуство Грка на италијанском полуострву увело је још неке праксе као што је култ Аполона. Римљани су тражили заједнички језик између својих главних богова и богова Грка, прилагођавајући грчке митове и иконографију за латинску књижевност и римску уметност.
У јудеохришћанству је постајао један Бог и сви други богови су били лажни, што није могло да се уклопи у римски систем. Они нису могли да се заклињу на лојалност царском божанству, а и одбијање хришћана да плаћају јеврејски порез је доживљавано као претња не само државном култу, већ и самој држави што је довело до различитих облика прогона. Цар Деције издао је едикте који су наметнули строга ограничења хришћанима, а ту политику је наставио и његов наследник Валеријан.

## Обележавање 1700-годишњице
Године 2013. обележава се 1700 година миланског едикта. Константин Велики повезује три града са разних крајева Европе и Азије, аустријски Карнунтум, српски Ниш и турски Измит. Фондација „Арт Карнунтум“ прогласила је Србију и Ниш за велико светско место историје, а Град кандидат за обележавање тог јубилеја је Ниш, родни град Константина Великог, који је озаконио едикт.
Место античког Наиса и царске палате Медијана у старој историји Србије, европске цивилизације, медитеранског и балканског света добро је познато. Сви истраживачи су се сложили да је Наис место са „славном прошлошћу” – административни, војни, културни и привредни центар шире области. У њему Медијана са својим покретним и непокретним споменицима, чије стварање је започео Константин Велики, представља значајно средиште на историјској и културној карти Балкана, у свим раздобљима старе историје Ниша.
Зато у Нишу, у поводу овог великог догађаја, увелико теку припреме за пролеће 2013. године, када ће се у њему одржати централна прослава обележавања 17 векова од доношења једног од најзначајнијих докумената у историји хришћанства, Миланског едикта, којим је цар Константин Велики дозволио ширење хришћанства на територији Римског царства.
Посебне припреме за прославу у Нишу обављају се на једном од највећих и најзначајнијих археолошких налазишта на српским просторима, нишкој Медијани – летњиковцу цара Константина, која ће имати централно место у овој прослави. 
Након што су с јесени 2011, у оквиру припрема за ову прославу, почела нова ископавања и истраживања на Медијани, до јула 2012. истражено је преко хиљаду квадратних метара локалитета. Тада је откривена и просторија са очуваним мозаиком од 16 m², за коју се до сада није знало. Како кажу археолози, има индиција да се близу те налази још једна слична просторија с богатим мозаиком и другим садржајима, о чему ће се више сазнати када радови на ископавањима буду настављени. Током наредног лета, уз стручњаке Археолошког института и Архитектонског факултета у Београду, на Медијани ће извесно време боравити и археолози из Рима, који ће вршити конзервацију фресака и другог археолошког блага старог Наиса.